# Ivo Sieber

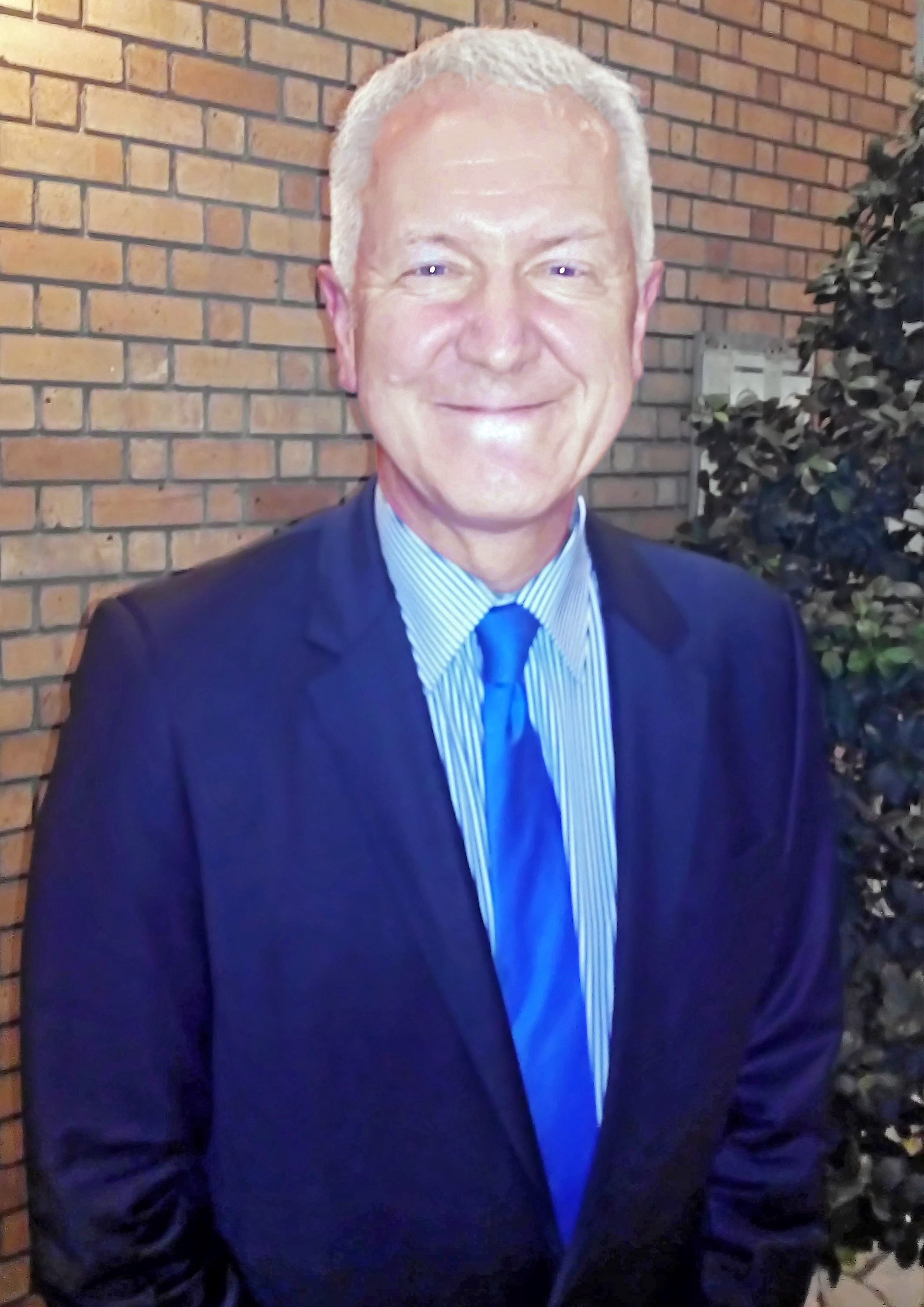
Ivo Sieber (2018)

Ivo Sieber (* 30. August 1957 in Altstätten) ist ein Schweizer Diplomat. Er war von 2019 bis 2022 Botschafter in Vietnam. Von 2015 bis 2019 war er Botschafter in Thailand.

## Werdegang
Ivo Sieber studierte an der Universität Zürich Rechtswissenschaft. Er schloss das Studium 1982 mit dem Lizenziat ab und erlangte anschliessend an der Universität Sydney den Postgraduierten-Abschluss eines Master of Laws (1988).
1988 trat er in den diplomatischen Dienst im Eidgenössischen Departement für auswärtige Angelegenheiten (EDA) ein und war bis 1989 als Attaché an der Schweizer Botschaft in Harare, Simbabwe tätig. Es folgte ab 1990 eine vierjährige Tätigkeit an der Schweizer UN-Mission in New York, ehe er 1994 als Botschaftsrat  zum ersten Mal an der Schweizer Botschaft in Bangkok tätig war.
Nach seinem Einsatz in Bangkok sekundierte ihn das Schweizer Aussenministerium 1998 für zwei Jahre zur Sulzer AG, einem weltweit tätigen Schweizer Industriekonzern mit Sitz in Winterthur, wo er seine Kenntnisse zur Unterstützung der Schweizer Privatwirtschaft erweitern konnte.
Von 2000 bis 2001 war Sieber dann im EDA Chef der Sektion International Environmental Affairs, anschliessend wirkte er bis 2004 als Botschaftsrat in der Schweizer Botschaft in London. Zurück in Bern war Sieber bis 2006 (Presse-)Sprecher des Schweizer Aussenministers.
Seinen ersten Einsatz als Botschafter hatte Ivo Sieber ab Mitte Juli 2010 in Manila; zuvor war er ab 2006 erster Mitarbeiter des Missionschefs in Stockholm. Er trat die Nachfolge von Botschafter Peter Sutter an, der in den Ruhestand ging. In Manila war Sieber als ausserordentlicher und bevollmächtigter Botschafter in der Republik der Philippinen, der Republik Palau, der Föderierten Staaten von Mikronesien sowie der Republik Marshallinseln tätig.
Im April 2015 wurde Ivo Sieber vom Bundesrat zum neuen Botschafter im Königreich Thailand, in der Demokratischen Volksrepublik Laos sowie im Königreich Kambodscha ernannt. Am 14. September 2015 nahm er dieses Amt in Bangkok als Nachfolger von Christine Schraner Burgener auf, die zur Botschafterin in der Bundesrepublik Deutschland ernannt wurde. Anfang November übergab er dem laotischen Präsidenten Choummaly Sayasone sein Beglaubigungsschreiben. Zudem hatte er am 27. November 2015 Gelegenheit, seiner königlichen Hoheit Kronprinz Maha Vajiralongkorn in Vertretung Seiner Majestät König Bhumibol Adulyadej bei einer feierlichen Zeremonie sein Beglaubigungsschreiben zu übergeben. Sieber war damit auch formell befähigt, seine Aufgabe in Thailand vollumfänglich zu übernehmen. 
Von 2019 bis 2022 war er Botschafter in der Sozialistischen Republik Vietnam mit Sitz in Hanoi. Auf ihn folgte Thomas Gass.

## Privates
Ivo Sieber ist mit der Filipina Gracita verheiratet. Mit ihr hat er zwei Töchter.